# Ceratovacuna japonica
Ceratovacuna japonica är en insektsart som först beskrevs av Takahashi, R. 1924.  Ceratovacuna japonica ingår i släktet Ceratovacuna och familjen långrörsbladlöss. Inga underarter finns listade i Catalogue of Life.